# Yuliya Borzova
Yuliya Borzova (* 14. Januar 1981 in der Provinz Taschkent) ist eine ehemalige usbekische Kanutin.
Borzova gewann bei den Asienspielen 2002 und 2006 jeweils den Titel und holte 2010 Silber. Bei den Olympischen Sommerspielen 2004 in Athen und 2012 in London schied sie im Halbfinale aus.
Ihr Zwillingsbruder Sergey Borzov nahm ebenfalls als Kanute an den Olympischen Sommerspielen 2004 teil.